# Post-Gent 1945 (schaakclub)
Schaakclub Post-Gent 1945 is een niet bij de KBSB aangesloten schaakclub gevestigd in het cafetaria van Wondelgem. De club werd opgericht na de oorlog door postmannen welke opgeëist waren tijdens de Tweede Wereldoorlog. Tijdens hun verblijf in Duitsland speelde ze al schaak als tijdverdrijf. Toen al besloten ze om de club officieel op te richten na de oorlog.
De definitieve oprichting gebeurde op 2 januari 1945 door de heren Richard Pelfrène en Henry Edmond. Henry Edmond werd voorzitter.
De club speelt elk jaar een eigen clubkampioenschap en sinds 1963 ook jaarlijks een blitz-kampioenschap